# Mont Huggins
Pour les articles homonymes, voir Huggins.
Le mont Huggins est une montagne culminant à 3 736 m d'altitude dans le chaînon de la Royal Society, en Antarctique, dans la terre Victoria. Il a été découvert par l'expédition Discovery (1901–1904), qui l'a baptisé en l'honneur de William Huggins, président de la Royal Society de 1900 à 1905. Son ascension est qualifiée en 1961 par Edmund Hillary comme « sans doute le plus beau morceau d'alpinisme réalisé à ce jour en Antarctique. »